# Ганс Андреас Даль
Ганс Андреас Дал (1 серпня 1881, Дюссельдорф — 27 березня 1919, Християнія (нині — м. Осло)) — норвезький художник-пейзажист, син художника Ганса Дала.

## Життєпис

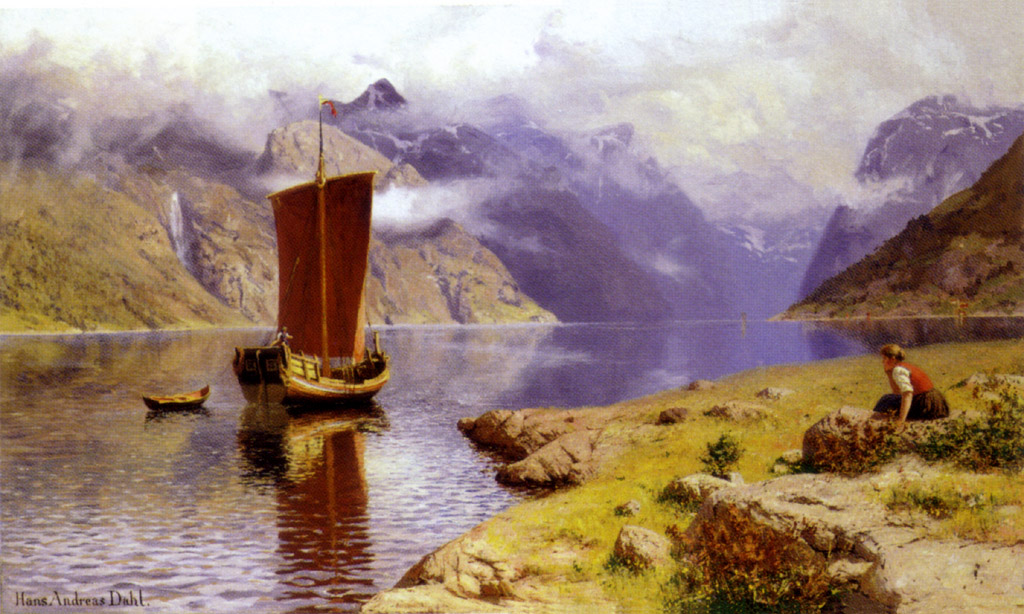
Ганс Андреас Дал. В очікуванні на його повернення (написана до 1919)

Ганс Андреас Дал народився та виріс у Дюссельдорфі, у родині норвезького художника Ганса Дала. З 1888 року жив у Берліні, але проводив літо на батьківщині в норвезькому Соґне-фіорд. У 1910 році вже мав свою власну майстерню, побудовану біля батьківської вілли. Під час війни він переїхав до Християнії і оселився біля санаторію Voksenkollen. Коли у 1919 році в санаторії спалахнула пожежа, Андреас взяв участь у її гасінні та захворів на запалення легенів, від якого помер.
Дал був одружений з 1908 року з англійкою Лорною Белл'ю (англ. Lorna Bellew), з якою в них було два сини. Один із них згодом виїхав до Англії. Його вдова вийшла заміж за Волтера Норманна (англ. Walter Normann), сина норвезького пейзажиста Адельстена Норманна (англ. Adelsteen Normann, 1848—1918).